# Мені тринадцятий минало
«Мені́ трина́дцятий мина́ло...» — вірш Тараса Шевченка, написаний 1847 року під час його заслання в Орській фортеці.

## Сюжет
Вірш навіяний споминами Тараса Шевченка про своє далеке й гірке дитинство та любов дитячих років. Вірш-спогад набуває характеру великого соціального узагальнення. Ліричний герой вірша уособлює найбіднішу, найскривдженішу частину закріпаченого українського селянства — сиріт-наймитів, які особливо болюче відчували на собі соціальну несправедливість. Настрої самотності, туги за батьківщиною, мрії про особисте щастя, що вилилися у вірші, були характерні для невільницької лірики Шевченка.

## Написання
Вірш датується за місцем автографа у «Малій книжці» серед творів 1847 року та часом перебування Шевченка з 22 червня 1847-го по 11 травня 1848 років в Орській фортеці, орієнтовно: кінець червня — грудень 1847 року.
Первісний автограф досі не відомий. Наприкінці 1849-го (не раніше 1 листопада) або на початку 1850 року (не пізніше дня арешту поета 23 квітня), після повернення з Аральської описової експедиції до Оренбурга, Шевченко переписав вірш з невідомого ранішого автографа до «Малої книжки» (під № 7 до шостого зшитка за 1846 — 1847 роки). Згодом, найімовірніше 1857 року, наприкінці перебування на засланні в Новопетровському укріпленні, Шевченко дописав криптонім «N. N.», можливо, маючи на увазі подругу дитинства Оксану Коваленко, образ якої змальовано в цьому творі. Про Оксану йдеться також у поезії «Ми вкупочці колись росли».

## Публікація
Вперше надруковано з довільним виправленням першого рядка («Мені тринадцятий минало» на «Мені тринадцятий минав») у виданні: «Кобзарь Тараса Шевченка / Коштом Д. Е. Кожанчикова» 1867 року (СПб., стор. 404 — 405) і того ж року у виданні: «Поезії Тараса Шевченка» (Львів, том 2., стор. 223—224) (в обох виданнях подано за «Малою книжкою» з пропуском адресата «N. N.»; у львівському виданні останній рядок 50 подано: «Людей би не прокляв»).

## У музиці
Вірш покладений на музику 1922 року українським композитором Порфирієм Батюком.

## В образотворчому мистецтві
Вірш знайшов своє втілення у образотворчому мистецтві:
- скульптура Анатолія Білостоцького «Мені тринадцятий минало…» (дерево, 1961);
- декоративна тарілка «Мені тринадцятий минало» Петра Верни (1935);
- скульптурна композиція «Мені тринадцятий минало…» Василя Аронця (1963);
- композиція Андрія Сухорського «Мені тринадцятий минало» (1951);
- картина Олега Шупляка «Мені тринадцятий минало» (2009).